# Пемброк (Виргиния)
Пемброк (англ. Pembroke) — город в округе Джайлс  в штате Виргиния США. По данным переписи 2020 года, численность населения составляла 1152 человека.

## Население
| 2010 | 2020  |
| ---- | ----- |
| 1128 | ↗1152 |